# Diz pra Mim (canção de Malta)
"Diz Pra Mim" é o primeiro single da banda brasileira Malta. A canção de pop rock foi escrita por Bruno Boncini, o vocalista da banda e lançada em 11 de setembro de 2014 pela Som Livre como o primeiro single do álbum de estreia da banda, Supernova.
A música foi tema do casal protagonista Caíque (Sérgio Guizé) e Laura (Nathália Dill) da novela das sete Alto Astral, da TV Globo.

## Lançamento
Em junho, antes mesmo do término do programa SuperStar, a faixa figurava na segunda posição do iTunes Brasil.
| “ | "Ter a nossa música em uma novela da Globo é um sonho realizado. Qual artista não deseja isso? O mais legal é que essa aparição toda imortaliza a música. Estamos muito felizes!" | ” |

## Apresentações
Em 4 de maio de 2014 a banda cantou pela primeira vez a canção em rede nacional, no reality show musical em que estava competindo, SuperStar. A banda esteve no programa Encontro com Fátima Bernardes em 12 de setembro e apresentou as canções "Diz Pra Mim" e "Memórias". Em 20 de setembro, a banda apresentou a canção no programa Altas Horas. Em 23 de novembro, eles apresentaram a canção no programa Domingão do Faustão e a canção "Memórias". A banda participou do Programa do Jô e além de dar uma entrevista, cantou a canção. Em 25 de dezembro, a banda apresentou a canção na final da 3ª temporada do The Voice Brasil.

## Videoclipe
O clipe da canção foi gravado em 3 dias. As gravações iniciaram-se no dia 06 de agosto, e encerrou-se no dia 09 de agosto. O lugar escolhido foi a Serra da Moeda, localizada em Brumadinho no estado de Minas Gerais, e contou com a direção de Mess Santos. Foi lançado no dia 11 de setembro.

## Prêmios & Indicações
| Ano  | Prêmio            | Categoria     | Resultado | Ref.   |
| ---- | ----------------- | ------------- | --------- | ------ |
| 2014 | Prêmio F5         | Hit do Ano    | Venceu    | [ 12 ] |
| 2014 | Melhores do Ano   | Música do Ano | Venceu    | [ 13 ] |
| 2014 | Caldeirão de Ouro | As 10+ do Ano | 3º Lugar  | [ 14 ] |